# Premier League (Botswana)
La Premier League botswana (in inglese Botswana Premier League) è la massima divisione del campionato botswano di calcio, organizzata dalla di calcio in Botswana. Il campionato, inizialmente chiamato MLO Cup nasce ufficialmente nel 1966.
Nella prima edizione i club partecipanti furono Tlokweng Pirates, Notwane, Black Peril, Queens Park Rangers una squadra del distretto Ngwaketse. Nel 2006-2007 la Ecco City è stata la prima compagine del nord del paese a vincere il campionato.

## Squadre partecipanti
Stagione 2024-2025.
- BDF XI
- Chadibe
- Extension Gunners
- Gaborone United
- Jwaneng Galaxy
- Matebele
- Mochudi Centre Chiefs
- Morupule Wanderers
- Nico Utd
- Orapa United
- Security Systems
- Sua Flamingoes
- TAFIC
- Township Rollers
- Uniao Flamengo Santos
- VTM

## Albo d'oro
- 1966 sconosciuto
- 1967  Gaborone United
- 1968 sconosciuto
- 1969  Gaborone United
- 1970  Gaborone United
- 1971 sconosciuto
- 1972 sconosciuto
- 1973 sconosciuto
- 1974 sconosciuto
- 1975 sconosciuto
- 1976 sconosciuto
- 1977 sconosciuto
- 1978  Notwane
- 1979  Township Rollers
- 1980  Township Rollers
- 1981  BDF XI
- 1982  Township Rollers
- 1983  Township Rollers
- 1984  Township Rollers
- 1985  Township Rollers
- 1986  Gaborone United
- 1987  Township Rollers
- 1988  BDF XI
- 1989  BDF XI
- 1990  Gaborone United
- 1991  BDF XI
- 1992  Extension Gunners
- 1993  Extension Gunners
- 1994  Extension Gunners
- 1995  Township Rollers
- 1996  Notwane
- 1997  BDF XI
- 1998  Notwane
- 1999  Mogoditshane Fighters
- 2000  Mogoditshane Fighters
- 2001  Mogoditshane Fighters
- 2002  BDF XI
- 2003  Mogoditshane Fighters
- 2004  BDF XI
- 2005  Township Rollers
- 2006  Police XI
- 2007  ECCO City Greens
- 2008  Mochudi Centre Chiefs
- 2009  Gaborone United
- 2010  Township Rollers
- 2011  Township Rollers
- 2012  Mochudi Centre Chiefs
- 2013  Mochudi Centre Chiefs
- 2013-2014 :  Township Rollers
- 2014-2015 :  Mochudi Centre Chiefs
- 2015-2016 :  Township Rollers
- 2016-2017 :  Township Rollers
- 2017-2018 :  Township Rollers
- 2018-2019 :  Township Rollers
- 2019-2020 :  Jwaneng Galaxy
- 2020-2021 : sospeso
- 2021-2022 :  Gaborone United
- 2022-2023 :  Jwaneng Galaxy
- 2023-2024 :  Jwaneng Galaxy
- 2024-2025 :  Gaborone United

## Vittorie per squadra
| Squadra               | Città       | Vittorie | Anni                                                                                           |
| --------------------- | ----------- | -------- | ---------------------------------------------------------------------------------------------- |
| Township Rollers      | Gaborone    | 16       | 1979, 1980, 1982, 1983, 1984, 1985, 1987, 1995, 2005, 2010, 2011, 2014, 2016, 2017, 2018, 2019 |
| Gaborone United       | Gaborone    | 8        | 1967, 1969, 1970, 1986, 1990, 2009, 2022, 2025                                                 |
| BDF XI                | Gaborone    | 7        | 1981, 1988, 1989, 1991, 1997, 2002, 2004                                                       |
| Mogoditshane Fighters | Gaborone    | 4        | 1999, 2000, 2001, 2003                                                                         |
| Mochudi Centre Chiefs | Mochudi     | 4        | 2008, 2012, 2013, 2015                                                                         |
| Extension Gunners     | Lobatse     | 3        | 1992, 1993, 1994                                                                               |
| Notwane               | Gaborone    | 3        | 1978, 1996, 1998                                                                               |
| Jwaneng Galaxy        | Jwaneng     | 3        | 2020, 2023, 2024                                                                               |
| ECCO City Greens      | Francistown | 1        | 2007                                                                                           |
| Police XI             | Otse        | 1        | 2006                                                                                           |